# Deori-Chutias
I Deori o Deori-Chutias sono una delle più grandi comunità indigene dell'Arunachal Pradesh e dell'Assam, nel nord-est dell'India.
Storicamente hanno vissuto nelle aree denominate Sadiya, Joidaam, ai piedi delle valli Patkai e nei suoi altipiani ed intorno alla Valle del Brahmaputra.
Ci poche sono informazioni scritte su questa comunità
Appartengono alla famiglia sinotibetana, nella sottofamiglia mongoloide e molti di loro hanno svolto un ruolo di figure religiose nella comunità Chutia.

## Descrizione
Nei documenti del censimento britannico difatti si fa riferimento a loro come Deori-Chutias. La comunità ha mantenuto i tratti etnici distintivi come lingua, religione, racconti folcloristici e credenze tradizionali sviluppate nel corso dei secolo. Sono suddivisi in 3 gruppi: Jimochayan/Dibang-Diyongial(Dibongia), Midoyan/Tengapania, Luitugan/Borgoya.. la lingua nativa è mantenuta solo dal gruppo Dibongia gli altri sono passati alla lingua assamese dovuto al fenomeno della Deriva linguistica.

## Gruppi della comunità
- Dibongia,
- Bor-geeya,
- Tengaponiya
- Pator-goya

Esistono anche numerose sottocomunità:
- Ariya,
- Kumotaya,
- Bihiya, Naroda,
- Sundhariya,
- Patriya,
- Dupiya,
- Marangya,
- Chariya,
- Lagasuya,
- Chitigaya,
- Mehedaya,
- Kuliya,
- Khutiya/Buruk,
- Machiya,
- Bikomiya,
- Phaporiya,
- Fagimegia,
- Senaboriya,
- Chakucharu,
- Ekacharul/Busaru,
- Simocharu,
- Hizaru,
- Popharu,
- Gucharu